# ارتم ایوانوف (وزنه‌بردار)
ارتم ایوانوف (انگلیسی: Artem Ivanov؛ زادهٔ ۱۶ دسامبر ۱۹۸۷) وزنه‌بردار اهل اوکراین است.